# Oameni și lupi
Oameni și lupi (titlul original: Uomini e lupi) este un film dramatic italian, realizat în 1957 de Giuseppe De Santis și Leopoldo Savona. Filmul a fost în întregime turnat în Abruzzo, îndeosebi în satele Scanno și Pescasseroli. Filmările au coincis cu valul de frig și zăpadă care s-a abătut asupra Europei și a peninsulei italiene și care până azi mai amintesc de aceea iarnă cruntă cunoscută la italieni ca „ondata di freddo e nevicata del febbraio 1956”.

## Distribuție
- Silvana Mangano – Teresa
- Yves Montand – Ricuccio
- Pedro Armendáriz – Giovanni
- Irene Cefaro - Bianca, fiica lui Don Pietro
- Giulio Calì - Nazareno
- Guido Celano - don Pietro
- Euro Teodori - Amerigo, fiul lui Don Pietro
- Giovanni Matta - Pasqualino, fiul lui Teresa
- Maria Zanoli